# Dammer Moor
Das Naturschutzgebiet Dammer Moor ist zugleich ein nach der Richtlinie 92/43/EWG (Fauna-Flora-Habitat-Richtlinie) (kurz „FFH-Richtlinie“) ausgewiesenes FFH-Gebiet mit der Gebietsnummer DE2940301, welches der Erhaltung mehrerer Lebensraumtypen und Arten dient. Das rund 181 ha große Schutzgebiet mit der nationalen Kenn-Nummer 1263 wurde mit Verordnung vom 16. Mai 1990 unter Naturschutz gestellt. Dem Vorschlag zur Schutzgebietsausweisung von gemeinschaftlicher Bedeutung im Februar 1999 folgte die Anerkennung als Natura-2000-Gebiet im Dezember 2004.

## Lage
Das FFH-Gebiet und Naturschutzgebiet „Dammer Moor“ liegt auf dem Gebiet der Stadt Lieberose im Landkreis Dahme-Spreewald in Brandenburg und erstreckt sich westlich des Dorfes Goschen, südlich von Schadow und nordöstlich von Doberburg, alle Ortsteile der Stadt Lieberose. Nördlich des Gebietes verläuft die Landesstraße L 434 und östlich die B 168, westlich fließt das Lieberoser Mühlenfließ und an der Schutzgebietsgrenze schließt sich der Doberburger Wald an.

## Beschreibung
Im Gebiet bestehen auf den tiefergelegenen feuchten Niederungen Grünlandflächen die in höheren Lagen als Ackerland umgebrochen wurden. Im östlichen Teil befindet sich eine bewaldete Fläche und im südlichen Bereich sind drei Teiche mit Entwässerungsgräben vorhanden die aus den angrenzenden Feuchtwiesen Nährstoffe und Sediment anschwemmen. Dies führt zu stark verschlammten Teichen. Im sogenannten Dammer Teich wurde Fischzucht mit Karpfen (Cyprinus carpio) betrieben. Der Dammer Teich wurde im südlichen Randbereich mit einem Damm aufgestaut und zur Entnahme der Zuchtfische über einen regulierbaren Wasserabfluss in das Lieberoser Mühlenfließ entwässert. Die im Schutzgebiet mit einer hohen Anzahl vorhandenen Entwässerungsgräben mündeten in den Dammer Teich. Hydrologisch wurde das Dammer Moor im Norden und im Süden entwässert, wobei es in beiden Richtungen mit dem Schwielochsee verbunden war. Etwas nördlich der Mitte des FFH-Gebietes ist ein unterlagertes Wasserscheidentalmoor mit Kalkmudde vorhanden. Im Verbund mit den direkt und nahe angrenzenden FFH-Gebieten „Stockshof-Behlower Wiesen“, „Dobberburger Mühlenfließ“, „Lieberoser Endmoräne und Staakower Läuche“ und „Reicherskreuzer Heide und Schwanensee“ stellt das Dammer Moor einen Komplex von Natura-2000 Gebieten dar die sich auf 28 Kilometern in Ost-West-Richtung und 15 Kilometer in Nord-Süd-Richtung ausdehnen.

## Schutzzweck
Das FFH-Gebiet „Dammer Moor“ ist weitgehend deckungsgleich mit dem Naturschutzgebiet „Dammer Moor“ und sein Schutzzweck richtet sich auf die Erhaltung und den Schutz der vorhandenen Lebensraumtypen beziehungsweise den an diese Areale angepassten und teilweise stark gefährdeten Arten. Schützenswert sind das vorhandene kalkmuddenreiche Talmoor mit einer Wasserscheide im Schutzgebiet, die Vegetationskomplexe basiphiler Braunmoos- und Drahtseggengesellschaften, die Vorkommen stark bedrohter und seltener Orchideen- und anderer Pflanzenarten, die besonders hohe Lurch- und Kriechtiervorkommen mit dem Laubfrosch, dem Teichfrosch, dem Moorfrosch, der Erdkröte, der Knoblauchkröte, der Zauneidechse und der Ringelnatter, sowie der durch externe Einflüsse störungsanfälligen Bruthabitate seltener Moorbrüter. Einzeln oder in Gruppen ausgewiesene Naturdenkmale, geschützte Landschaftsbestandteile oder Wasserschutzgebiete sind innerhalb des FFH-Gebietes nicht vorhanden.

### Lebensraumtypen
Nach der FFH-Richtlinie wurden die folgenden Lebensraumtypen von europaweiter Bedeutung (LRT) des Anhang I klassifiziert:
Pfeifengraswiesen auf kalkreichem Boden, torfigen und tonig–schluffigen Böden (Molinion caeruleae) (Code 6410); Feuchte Hochstaudenfluren der planaren und montanen bis alpinen Stufe (Code 6430); Kalkreiche Niedermoore (Code 7230); Subatlantischer oder mitteleuropäischer Stieleichenwald oder Sternmieren-Eichen-Hainbuchenwald im Verband aus Carpinion betuli (Code 9160); Alte bodensaure Eichenwälder aus Stieleichen (Quercus robur) auf Sandebenen (Code 9190); Moorwälder (Code 91D0) und Auen-Wälder bestehend im Verband aus Schwarz-Erlen (Alnus glutinosa) und Eschen (Fraxinus excelsior) (Code 91E0).

### Allgemeine Merkmale des Gebietes
Die allgemeinen Merkmale wurden im Rahmen der Verordnung zum nationalen Naturschutzgebiet mit den Einstufungen als Binnengewässer (stehend und fließend) (Code N06) mit einem Flächenanteil von 18 %, Moore, Sümpfe, Uferbewuchs (Code N07) mit einem Flächenanteil von 36 %, Heide, Gestrüpp, Macchia, Garrigue, Phrygana (Code N08) mit einem Flächenanteil von 3 %, Feuchtes und mesophiles Grünland (Code N10) mit einem Flächenanteil von 0,5 %, Melioriertes Grünland (Code N14) mit einem Flächenanteil von 5 %, Anderes Ackerland (Code N15) mit einem Flächenanteil von 2,5 %, Laubwald (Code N16) mit einem Flächenanteil von 33 %, Nadelwald (Code N17) mit einem Flächenanteil von 2 % und Mischwald (Code N19) mit einem Flächenanteil von 1 % erfasst.

## Flora und Fauna

### Flora

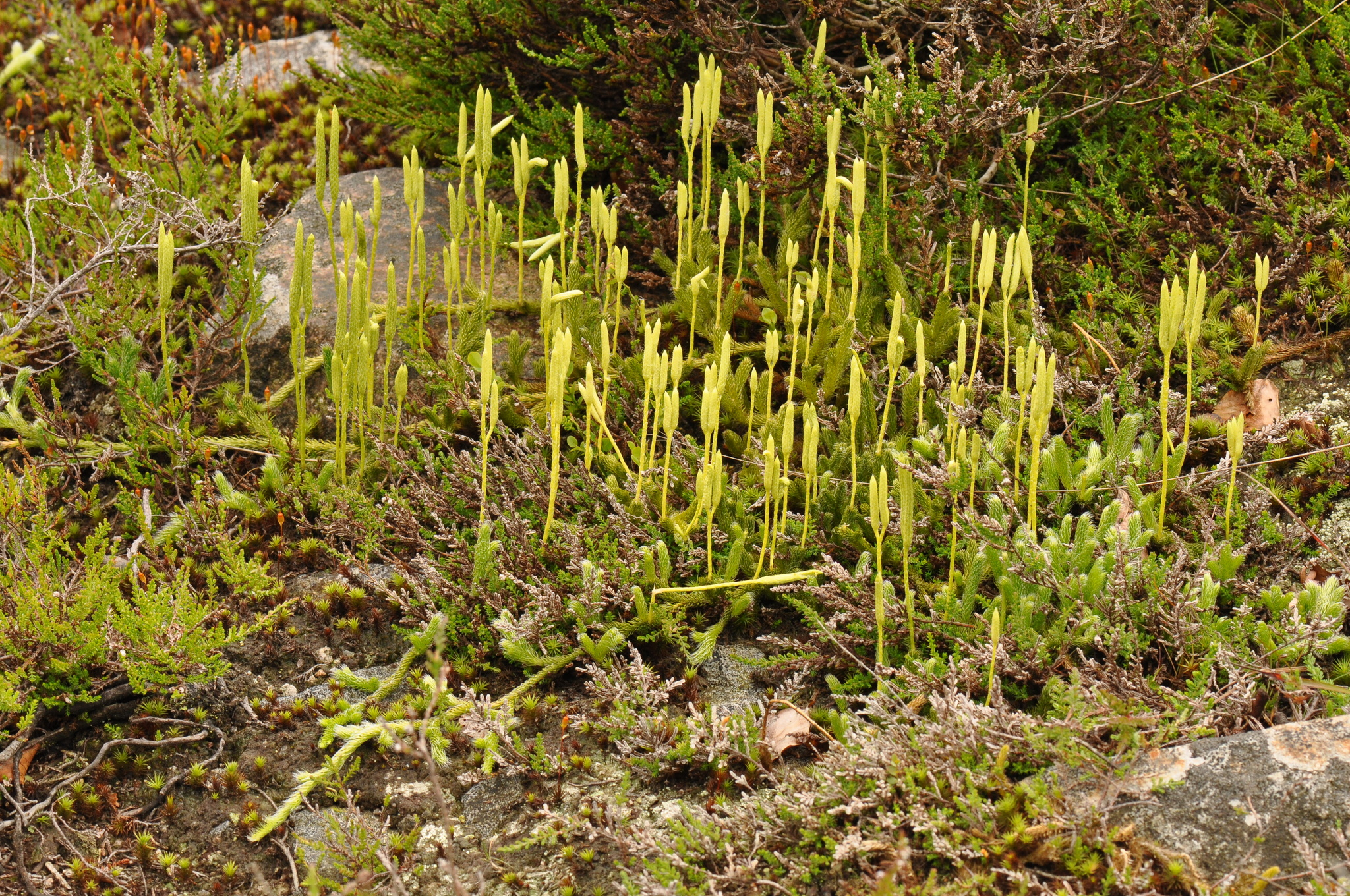
Keulen-Bärlapp (Beispielfoto)

Folgende wichtige Pflanzenarten wurden bei einer durchgeführten Untersuchung des Gebietes aufgezeichnet:
Der Keulen-Bärlapp (Lycopodium clavatum).
Weitere schützenswerte und teilweise stark gefährdete Pflanzenarten die im Gebiet vorkommen und im Standarddatenbogen aufgeführt wurden (sortiert nach wissenschaftlichem Artnamen):
Die Strand-Grasnelke (Armeria maritima), die Drachenwurz (Calla palustris), die Sumpfdotterblume (Caltha palustris), die Faden-Segge (Carex lasiocarpa), der Wasserschierling (Cicuta virosa), der Sumpf-Pippau (Crepis paludosa), das Fleischfarbene Knabenkraut (Dactylorhiza incarnata), das Breitblättrige Knabenkraut (Dactylorhiza majalis), die Sumpf-Stendelwurz (Epipactis palustris), das Schmalblättrige Wollgras (Eriophorum angustifolium), das Acker-Filzkraut (Filago arvensis), der Bunte Hohlzahn (Galeopsis speciosa Mill.), das Gewöhnliche Wald-Labkraut (Galium sylvaticum), der Sumpf-Storchschnabel (Geranium palustre), die Sand-Strohblume (Helichrysum arenarium), die Wasserprimel (Hottonia palustris), der Europäische Froschbiss (Hydrocharis morsus-ranae), die Spitzblütige Binse (Juncus acutiflorus), das Große Zweiblatt (Neottia ovata, Syn.: Listera ovata), der Straußblütige Gilbweiderich (Lysimachia thyrsiflora), der Fieberklee (Menyanthes trifoliata), die Echte Brunnenkresse (Nasturtium officinale), die Vierblättrige Einbeere (Paris quadrifolia), die Gemeine Fichte (Picea abies), das Sumpf-Blutauge (Potentilla palustris), der Zungen-Hahnenfuß (Ranunculus lingua), der Kleine Klappertopf (Rhinanthus minor), die Wein-Rose (Rosa rubiginosa), die Ohr-Weide (Salix aurita), die Kümmelblättrige Silge (Selinum carvifolia), die Sumpf-Sternmiere (Stellaria palustris), die Krebsschere (Stratiotes aloides), der Gewöhnliche Teufelsabbiss (Succisa pratensis), der Sumpffarn (Thelypteris palustris), der Sumpf-Dreizack (Triglochin palustris) und zweihäusige Kleine Baldrian (Valeriana dioica).

### Fauna

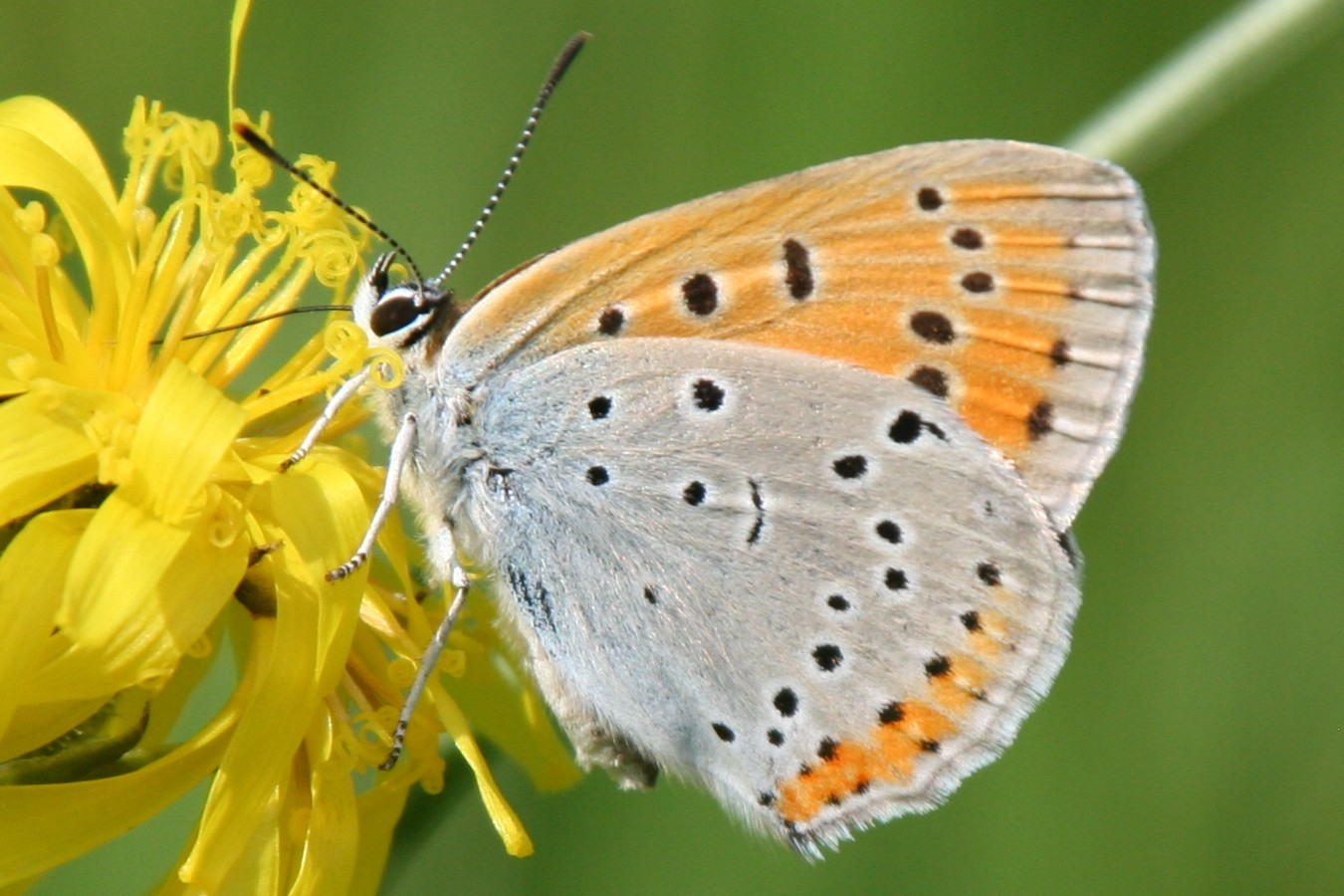
Großer Feuerfalter (Beispielfoto)

Folgende Arten werden im Anhang II der FFH-Richtlinie und die folgenden Vogelarten im Anhang I der Vogelschutzrichtlinie als besonders schützenswert eingestuft und wurden bei einer durchgeführten Untersuchung des Gebietes aufgezeichnet:
Der Fischotter (Lutra lutra) und der Große Feuerfalter (Lycaena dispar), der Eisvogel (Alcedo atthis), die Rotbauchunke (Bombina bombina), der Nördliche Kammmolch (Triturus cristatus), die Rohrweihe (Circus aeruginosus), der Singschwan (Cygnus cygnus), der Kranich (Grus grus), die Kornweihe (Circus cyaneus), die Rohrdommel (Botaurus stellaris), die Schnatterente (Mareca strepera), der Schwarzmilan (Milvus migrans), der Schwarzspecht (Dryocopus martius), der Schwarzstorch (Ciconia nigra), der Seeadler (Haliaeetus albicilla), der Silberreiher (Ardea alba), der Wespenbussard (Pernis apivorus) und der Neuntöter (Lanius collurio).
Weitere wichtige Arten für das Schutzgebiet sind:
Die Kreuzkröte (Epidalea calamita), der Europäische Laubfrosch (Hyla arborea), der Moorfrosch (Rana arvalis), der Grasfrosch (Rana temporaria), die Weinbergschnecke (Helix pomatia), der Teichmolch (Lissotriton vulgaris), die Knoblauchkröte (Pelobates fuscus), Moorfrosch (Rana arvalis), die Erdkröte (Bufo bufo), die Zauneidechse (Lacerta agilis), die Grüne Mosaikjungfer (Aeshna viridis), der Magerrasen-Perlmuttfalter (Boloria dia), der Spiegelfleck-Dickkopffalter (Heteropterus morpheus), der  Baldrian-Scheckenfalter (Melitaea diamina), das Weißfleck-Widderchen (Amata phegea), die Italienische Schönschrecke (Calliptamus italicus), der Alpenstrandläufer (Calidris alpina), die Bachstelze (Motacilla alba), die Bekassine (Gallinago gallinago), das Blässhuhn (Fulica atra), der Drosselrohrsänger (Acrocephalus arundinaceus), der Eichelhäher (Garrulus glandarius), die Elster (Pica pica), der Fichtenkreuzschnabel (Loxia curvirostra), der Gänsesäger (Mergus merganser), der Gimpel (Pyrrhula pyrrhula), die Graugans (Anser anser), der Graureiher (Ardea cinerea), der Habicht (Accipiter gentilis), der Haubentaucher (Podiceps cristatus), der Höckerschwan (Cygnus olor), der Kiebitz (Vanellus vanellus), die Knäkente (Spatula querquedula), der Kormoran (Phalacrocorax carbo), die Krickente (Anas crecca), die Löffelente (Spatula clypeata), der Mäusebussard (Buteo buteo), die Mönchsgrasmücke (Sylvia atricapilla), die Pfeifente (Mareca penelope), der Pirol (Oriolus oriolus), der Raubwürger (Lanius excubitor), die Reiherente (Aythya fuligula), der Rohrschwirl (Locustella luscinioides), die Schellente (Bucephala clangula), der Zwergtaucher (Tachybaptus ruficollis), der Wiedehopf (Upupa epops), die Wasserralle (Rallus aquaticus), der Waldwasserläufer (Tringa ochropus), die Wachtel (Coturnix coturnix), die Wacholderdrossel (Turdus pilaris), der Turmfalke (Falco tinnunculus), die Teichralle (Gallinula chloropus), die Tafelente (Aythya ferina), die Stockente (Anas platyrhynchos), der Steinschmätzer (Oenanthe oenanthe), die Ringelnatter (Natrix natrix) und der Schlagschwirl (Locustella fluviatilis).

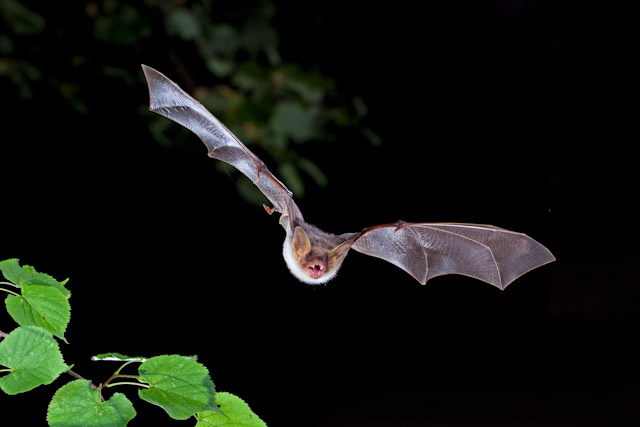
Großes Mausohr (Beispielfoto)

Nach dem Standarddatenbogen (SDB) sind Vorkommen der folgenden Fledermausarten im Schutzgebiet potenziell anzunehmen, welche bei der Erstellung in den unmittelbar angrenzenden FFH-Gebieten „Stockshof-Behlower Wiesen“, „Lieberoser Endmoräne und Staakower Läuche“ und „Dobberburger Mühlenfließ“ nachgewiesen wurden.
Die Mopsfledermaus (Barbastella barbastellus), das Große Mausohr (Myotis myotis), der Große Abendsegler (Nyctalus noctula), die Zwergfledermaus (Pipistrellus pipistrellus), die Rauhautfledermaus (Pipistrellus nathusii), das Graue Langohr (Plecotus austriacus), das Braune Langohr (Plecotus auritus), die Fransenfledermaus (Myotis nattereri), die Große Bartfledermaus (Myotis brandtii) und der Kleine Abendsegler (Nyctalus leisleri).

## Erhaltungsziele und Entwicklungsmaßnahmen
Zur Erhaltung und Wiederherstellung der vorhandenen Lebensräume wurden folgende Erhaltungsziele und notwendige Maßnahmen als Grundlage für das Natura-2000-Gebietsmanagement definiert und in einem Managementplan festgelegt.

### Erhaltungsziele
Die Erhaltungsziele wurden für das Schutzgebiet „Dammer Moor“ mit dem Erhalt der Moor- und Bruchwälder sowie der Alten Eichenwälder in der zum Zeitpunkt der Managementplanerstellung vorhandenen Flächenausdehnung und einer Stabilisierung des Wasserhaushaltes im Einzugsgebiet des Dammer Moores und Erhöhung des Wasserstandes um ein Austrocknen zu vermeiden bestimmt. Für den Erhalt und Entwicklung der Habitate der Amphibienvorkommen, die Offenhaltung und regelmäßige Pflege respektive Kontrolle der Flachmoorflächen wurden dokumentiert. Für die weitere Sicherung bestandsgerechter, extensiver Nutzung beziehungsweise Pflege der Nasswiesen und feuchten Hochstaudenfluren mit einer Aufwertung des Lebensraumes im Dammer Teich durch eine Gewässersanierung, wurden entsprechende Maßnahmen erarbeitet und im Managementplan berücksichtigt.

### Entwicklungsmaßnahmen
Für das Schutzgebiet wurden freiwillige Maßnahmen im Rahmen der FFH-Richtlinie zur Erreichung von Entwicklungs- und Erhaltungszielen abgeleitet, welche auch der Erhaltung von wertgebenden Biotopen dienen die nicht Gegenstand der FFH-Richtlinie sind. Die Maßnahmen zum Erhalt und zur Entwicklung der LRT und der Habitate für Tiere des Anhangs II und IV umfassen die Sicherung der Wasserspiegellagen in den Gräben zum Schutz des Moores (Umsetzung „Moorschutzprojekt Dammer Moor“) und dem Erhalt oder der Entwicklung der vorhandenen Amphibienhabitate durch extensive Teichwirtschaft und Gewässersanierung. Auf ausgewählten Standorten wurde die Schaffung weiterer Kleingewässer durch den Verschluss von Gräben ohne eine nachträgliche Verfüllung geplant und der Erhalt der das Schutzgebiet begleitenden Moor- und Bruchwälder sowie der Alten Eichenwälder durch standortgemäße, schonende Nutzung beziehungsweise der Anreicherung mit Totholz und dem Erhalt von Biotopbäumen wurde vorgesehen. Eine regelmäßige, standortangepasste extensive Nutzung oder Pflege der Grünlandflächen inklusive der vorhandenen Nasswiesen und feuchten Hochstaudenfluren wurde beabsichtigt.